# Bundás boglárka
A bundás boglárka (Polyommatus admetus) a boglárkalepke-félék családjába tartozó, Európában és Nyugat-Ázsiában honos lepkefaj. Egyéb elnevezése: barna boglárka, barnabundás boglárka.

## Megjelenése
A bundás boglárka szárnyfesztávolsága 3-3,4 cm. A hím és a nőstény szárnyainak felső oldala egyaránt sötétbarna, rajzolatuk nincs (a nőstény hátsó szárnyán néha halvány narancsvörös szegélyfoltsor lehet). A hím elülső szárnyainak tövét és közepét sűrű, bundaszerű, barna szőr borítja. A rojt szintén barna. A szárnyak fonákja halványbarna, a nőstény esetében világosabb árnyalatú. A rokonainál látható vörös szegélyfoltsor hiányzik (a nősténynél ritkán részlegesen megmutatkozhat), csak a belső ívfoltok és a külső pötty barnás árnyéka található. A beljebb húzódó fekete (vagy sötétbarna)-fehér szemfoltsor élesen kirajzolódik. A elülső és hátsó szárny sejtjéban V vagy ív alakú barna folt látszik. A hátsó szárnyon ritkán részleges fehér csík lehet. 
Petéje lapított, fehér színű, felszínét sűrűn borítják a szemölcsök/kiemelkedések. 
Hernyója zöld, bársonyos szőrű, hátán sötétzöld, oldalán fehér és vöröses csíkkal. 

### Hasonló fajok
Hasonlíthat hozzá a csíkos boglárka vagy a csipkés boglárka.

## Elterjedése
A Balkánon (elterjedésének északi határa Magyarországon van) és Törökországban honos. Magyarországon csak az Északi-középhegységben (a Naszály, a Cserhát, a Tornai-, a Gömöri- és az Aggteleki-karszt) él. Állományai szigetszerűek, de azon belül nagyobb számban előfordulhat. Egykor Budapest környékén is előfordult, de kipusztult.

## Életmódja
Meszes talajú száraz sztyepprétek, sziklalejtők, ritkás bokorerdők, legelők lepkéje. 
Évente egy generációja repül június elejétől augusztus közepéig, a rajzás csúcsa július elejére esik. A nőstény homoki baltacimra, takarmánybaltacimra vagy lednekfajokra rakja egyesével a petéit. Petéje, illetve ki nem kelt hernyója áttelel és május végén, június elején bebábozódik.    
Magyarországon védett, természetvédelmi értéke 10 000 Ft.

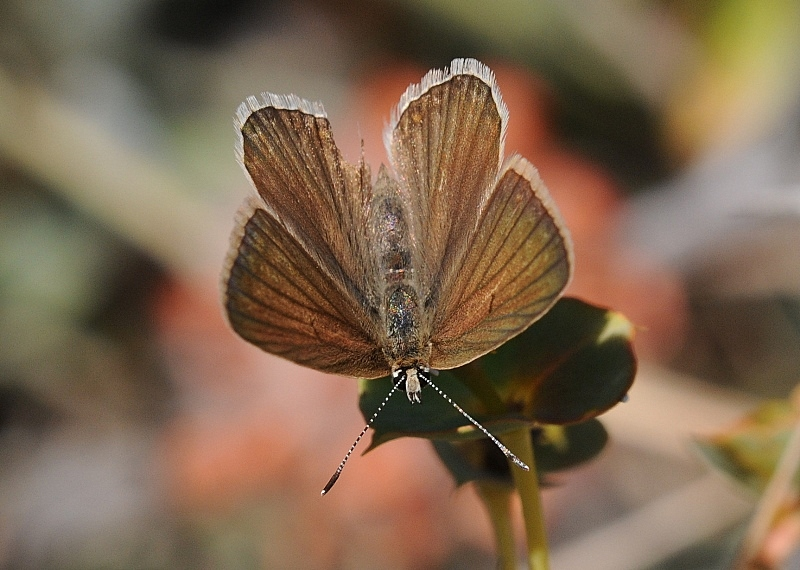
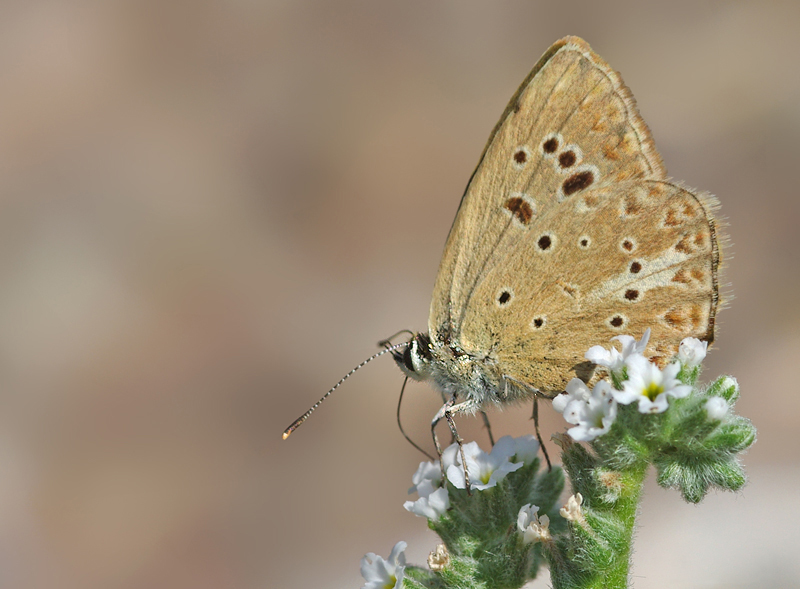
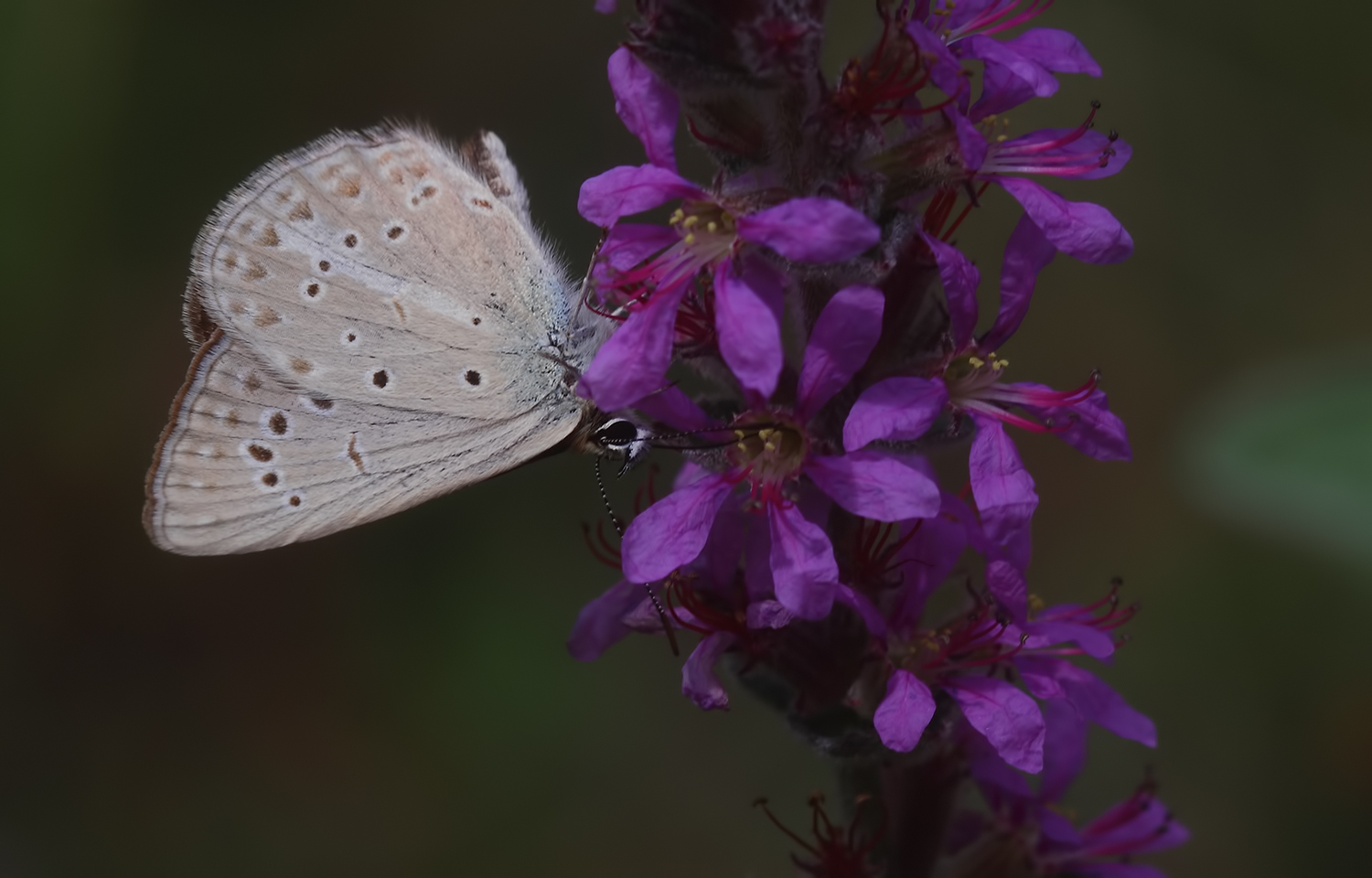
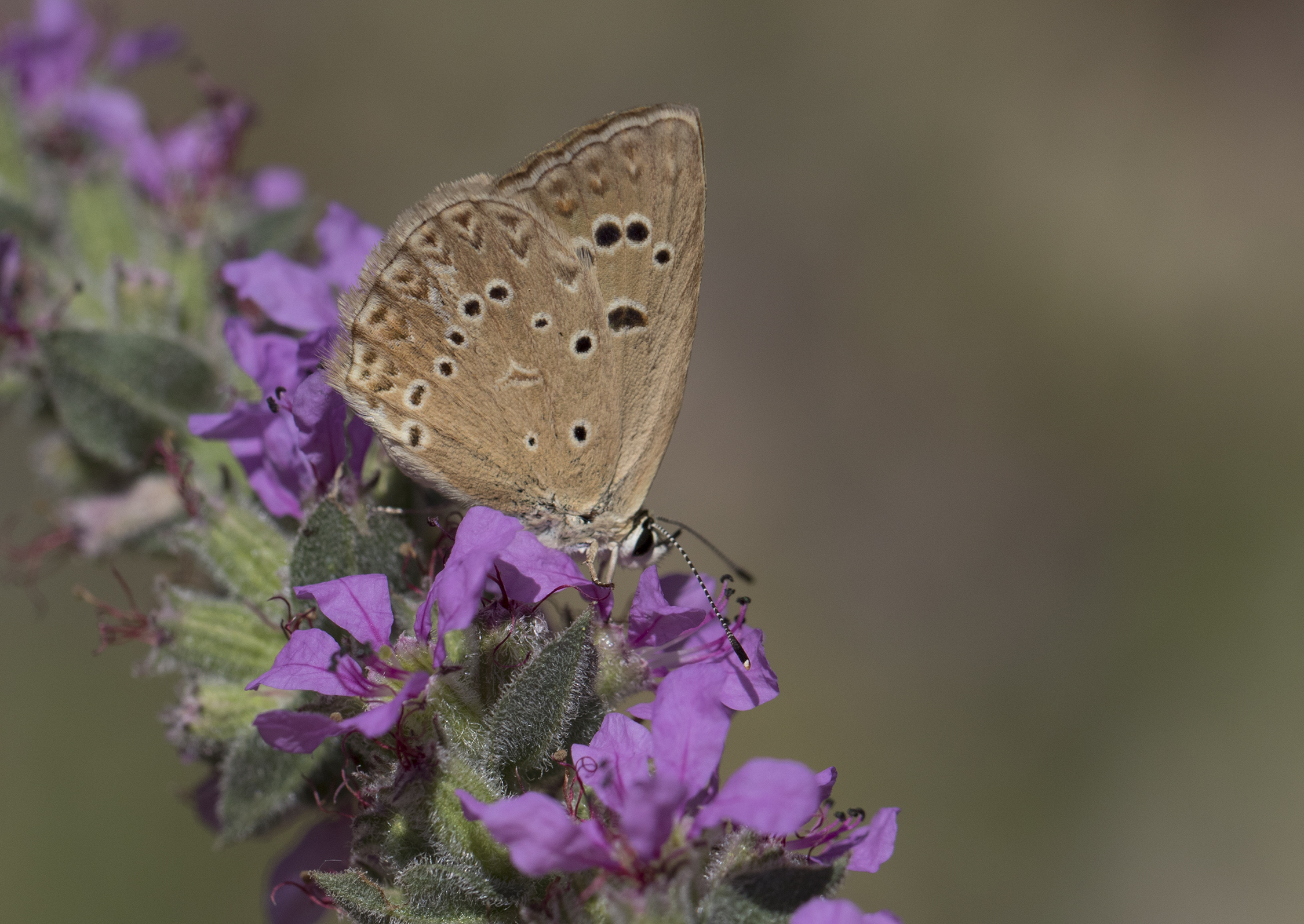
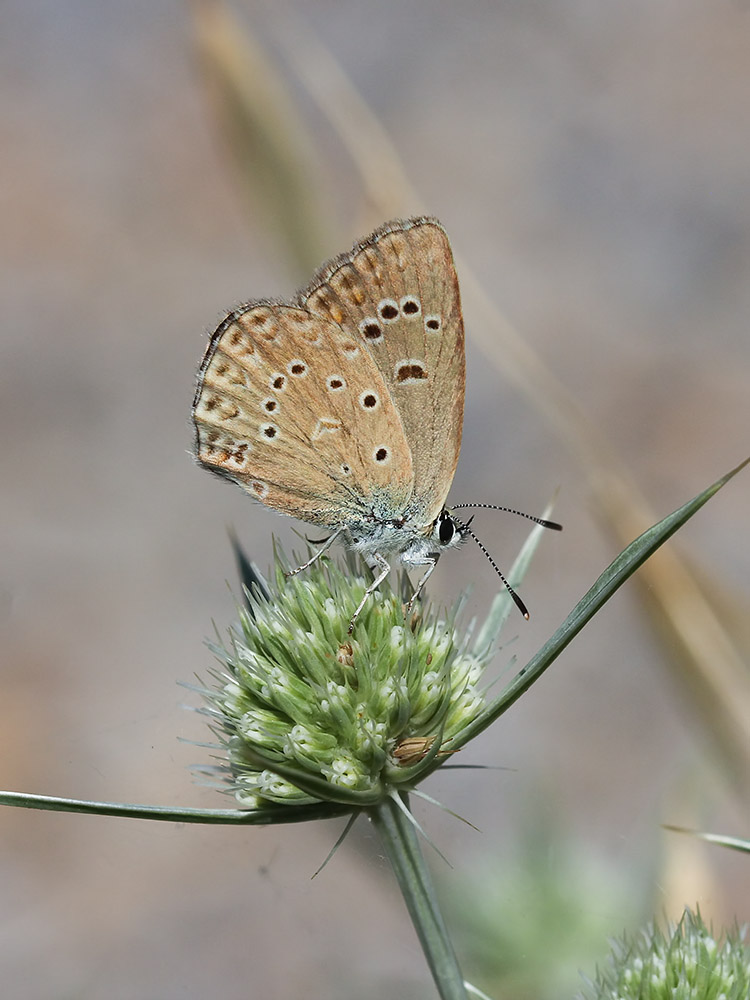